# Liga das Nações da UEFA A de 2022–23
A Liga das Nações da UEFA A de 2022–23 é a primeira divisão da edição 2022–23 da Liga das Nações da UEFA, a terceira temporada da competição internacional de futebol envolvendo as seleções masculinas das 55 federações membros da UEFA.

## Formato
A Liga A consiste nos melhores classificados entre 1º a 16º na classificação geral da Liga das Nações da UEFA de 2020–21, sendo estes divididos em quatro grupos de quatro. Cada equipe jogará seis partidas dentro de seu grupo, usando o formato de partidas em casa e fora em junho e setembro de 2022. Os vencedores de cada grupo avançam para as finais da Liga das Nações, e o quarto colocado de cada grupo será rebaixado para a Liga das Nações da UEFA B de 2024–25.
As Finais da Liga das Nações serão disputadas em um formato eliminatório que consiste em semifinais, disputa de terceiro lugar e final. Os semifinalistas serão determinados por sorteio. O país anfitrião será escolhido entre as quatro equipes qualificadas pelo Comitê Executivo da UEFA, sendo os vencedores da final coroados como campeões da Liga das Nações.

## Equipes

### Mudanças de equipe
A seguir estão as mudanças de equipe da Liga A da temporada 2020–21:
| Promovidos da Liga das Nações da UEFA B de 2020–21 |
| -------------------------------------------------- |
| - Áustria - Tchéquia - Hungria - País de Gales     |

| Rebaixados para Liga das Nações da UEFA B de 2022–23 |
| ---------------------------------------------------- |
| - Bósnia e Herzegovina - Islândia - Suécia - Ucrânia |

### Chaveamento
Na lista de acesso de 2022–23, a UEFA classificou as equipes com base na classificação geral da Liga das Nações da UEFA de 2020–21. Os potes para a fase de grupos foram confirmados em 22 de setembro de 2021, e foram baseados na classificação da lista de acesso.
| Seleção                     | Rank |
| --------------------------- | ---- |
| França (detentor do título) | 1    |
| Espanha                     | 2    |
| Itália                      | 3    |
| Bélgica                     | 4    |

| Seleção       | Rank |
| ------------- | ---- |
| Portugal      | 5    |
| Países Baixos | 6    |
| Dinamarca     | 7    |
| Alemanha      | 8    |

| Seleção    | Rank |
| ---------- | ---- |
| Inglaterra | 9    |
| Polónia    | 10   |
| Suíça      | 11   |
| Croácia    | 12   |

| Seleção       | Rank |
| ------------- | ---- |
| País de Gales | 13   |
| Áustria       | 14   |
| Tchéquia      | 15   |
| Hungria       | 16   |

O sorteio para a fase de grupos ocorreu na sede da UEFA em Nyon na Suíça em 16 de dezembro de 2021.

## Grupos
A lista de partidas foi confirmada pela UEFA em 17 de dezembro de 2021. A lista de partidas do Grupo 4 foi alterada após o adiamento do Caminho A das eliminatórias da UEFA para a Copa do Mundo de 2022.
Horário das partidas segue o fuso horário UTC+2 (os horários locais, se diferentes, estão entre parênteses).

### Grupo 1
| Pos | Equipe    | Pts | J | V | E | D | GP | GC | SG | Classificação ou descenso |     | Croácia | Dinamarca | França | Áustria |
| --- | --------- | --- | - | - | - | - | -- | -- | -- | ------------------------- | --- | ------- | --------- | ------ | ------- |
| 1   | Croácia   | 13  | 6 | 4 | 1 | 1 | 8  | 6  | +2 | Classificado à fase final |     | —       | 2–1       | 1–1    | 0–3     |
| 2   | Dinamarca | 12  | 6 | 4 | 0 | 2 | 9  | 5  | +4 |                           |     | 0–1     | —         | 2–0    | 2–0     |
| 3   | França    | 5   | 6 | 1 | 2 | 3 | 5  | 7  | −2 |                           | 0–1 | 1–2     | —         | 2–0    |         |
| 4   | Áustria   | 4   | 6 | 1 | 1 | 4 | 6  | 10 | −4 | Rebaixado à Liga B        |     | 1–3     | 1–2       | 1–1    | —       |

| 3 de junho de 2022 | França      | 1 – 2     | Dinamarca          | Stade de France, Saint-Denis              |
| 20:45              | Benzema 51' | Relatório | Cornelius 68', 88' | Público: 75 833 Árbitro: GER Felix Zwayer |

| 3 de junho de 2022 | Croácia | 0 – 3     | Áustria                                         | Estádio Gradski Vrt, Osijek                 |
| 20:45              |         | Relatório | Arnautović 41' · Gregoritsch 54' · Sabitzer 57' | Público: 13 994 Árbitro: ENG Chris Kavanagh |

| 6 de junho de 2022 | Croácia            | 1 – 1     | França     | Estádio Poljud, Split                    |
| 20:45              | Kramarić 83' (pen) | Relatório | Rabiot 52' | Público: 33 869 Árbitro: ITA Marco Guida |

| 6 de junho de 2022 | Áustria         | 1 – 2     | Dinamarca                  | Ernst-Happel-Stadion, Viena                 |
| 22:15              | X. Schlager 67' | Relatório | Højbjerg 28' · Stryger 84' | Público: 18 700 Árbitro: SCO William Collum |

| 10 de junho de 2022 | Dinamarca | 0 – 1     | Croácia     | Estádio Parken, Copenhaga                       |
| 20:45               |           | Relatório | Pašalić 69' | Público: 35 862 Árbitro: POL Bartosz Frankowski |

| 10 de junho de 2022 | Áustria     | 1 – 1     | França     | Ernst-Happel-Stadion, Viena                          |
| 20:45               | Weimann 37' | Relatório | Mbappé 83' | Público: 44 800 Árbitro: GRE Anastasios Sidiropoulos |

| 13 de junho de 2022 | Dinamarca                 | 2 – 0     | Áustria | Estádio Parken, Copenhaga                                  |
| 20:45               | Wind 21' · Skov Olsen 37' | Relatório |         | Público: 35 230 Árbitro: ESP Alejandro Hernández Hernández |

| 13 de junho de 2022 | França | 0 – 1     | Croácia         | Stade de France, Saint-Denis               |
| 20:45               |        | Relatório | Modrić 5' (pen) | Público: 77 410 Árbitro: ISR Orel Grinfeld |

| 22 de setembro de 2022 | Croácia              | 2 – 1     | Dinamarca   | Estádio Maksimir, Zagreb                  |
| 20:45                  | Sosa 49' · Majer 79' | Relatório | Eriksen 77' | Público: 22 715 Árbitro: ITA Davide Massa |

| 22 de setembro de 2022 | França                  | 2 – 0     | Áustria | Stade de France, Saint-Denis                |
| 20:45                  | Mbappé 56' · Giroud 65' | Relatório |         | Público: 70 188 Árbitro: SWE Andreas Ekberg |

| 25 de setembro de 2022 | Dinamarca                    | 2 – 0     | França | Estádio Parken, Copenhaga                  |
| 20:45                  | Dolberg 34' · Skov Olsen 39' | Relatório |        | Público: 36 064 Árbitro: ROU István Kovács |

| 25 de setembro de 2022 | Áustria        | 1 – 3     | Croácia                             | Ernst-Happel-Stadion, Viena                    |
| 20:45                  | Baumgartner 9' | Relatório | Modrić 6' · Livaja 69' · Lovren 72' | Público: 45 700 Árbitro: POR Artur Soares Dias |

### Grupo 2
| Pos | Equipe   | Pts | J | V | E | D | GP | GC | SG | Classificação ou descenso     |     | Espanha | Portugal | Suíça | República Checa |
| --- | -------- | --- | - | - | - | - | -- | -- | -- | ----------------------------- | --- | ------- | -------- | ----- | --------------- |
| 1   | Espanha  | 11  | 6 | 3 | 2 | 1 | 8  | 5  | +3 | Qualificado para a fase final |     | —       | 1–1      | 1–2   | 2–0             |
| 2   | Portugal | 10  | 6 | 3 | 1 | 2 | 10 | 3  | +7 |                               |     | 0–1     | —        | 4–0   | 2–0             |
| 3   | Suíça    | 9   | 6 | 3 | 0 | 3 | 6  | 10 | −4 |                               | 0–1 | 1–0     | —        | 2–1   |                 |
| 4   | Tchéquia | 4   | 6 | 1 | 1 | 4 | 5  | 13 | −8 | Despromovido à Liga B         |     | 2–2     | 0–4      | 2–1   | —               |

| 2 de junho de 2022 | Tchéquia                    | 2 – 1     | Suíça      | Estádio Sinobo, Praga                       |
| 20:45              | Kuchta 11' · Sow 58' (g.c.) | Relatório | Okafor 44' | Público: 12 236 Árbitro: GER Daniel Siebert |

| 2 de junho de 2022 | Espanha    | 1 – 1     | Portugal          | Estádio Benito Villamarín, Sevilha          |
| 20:45              | Morata 25' | Relatório | Ricardo Horta 82' | Público: 41 236 Árbitro: ENG Michael Oliver |

| 5 de junho de 2022 | Tchéquia              | 2 – 2     | Espanha                         | Estádio Sinobo, Praga                          |
| 20:45              | Pešek 4' · Kuchta 66' | Relatório | Gavi 45+3' · Iñigo Martínez 90' | Público: 18 245 Árbitro: FRA François Letexier |

| 5 de junho de 2022  | Portugal                                                   | 4 – 0     | Suíça | Estádio José Alvalade, Lisboa              |
| 20:45 19:45 (UTC+1) | William Carvalho 15' · Ronaldo 35', 39' · João Cancelo 68' | Relatório |       | Público: 42 325 Árbitro: ISR Orel Grinfeld |

| 9 de junho de 2022  | Portugal                              | 2 – 0     | Tchéquia | Estádio José Alvalade, Lisboa          |
| 20:45 19:45 (UTC+1) | João Cancelo 33' · Gonçalo Guedes 38' | Relatório |          | Público: 44 100 Árbitro: SVN Matej Jug |

| 9 de junho de 2022 | Suíça | 0 – 1     | Espanha     | Estádio de Genebra, Genebra                   |
| 20:45              |       | Relatório | Sarabia 13' | Público: 25 875 Árbitro: NED Serdar Gözübüyük |

| 12 de junho de 2022 | Espanha                 | 2 – 0     | Tchéquia | Estádio La Rosaleda, Málaga               |
| 20:45               | Soler 24' · Sarabia 75' | Relatório |          | Público: 30 389 Árbitro: TUR Cüneyt Çakır |

| 12 de junho de 2022 | Suíça        | 1 – 0     | Portugal | Estádio de Genebra, Genebra             |
| 20:45               | Seferović 1' | Relatório |          | Público: 26 300 Árbitro: CRO Fran Jović |

| 24 de setembro de 2022 | Tchéquia | 0 – 4     | Portugal                                                | Estádio Sinobo, Praga                        |
| 20:45                  |          | Relatório | Dalot 33', 52' · Bruno Fernandes 45+2' · Diogo Jota 82' | Público: 19 322 Árbitro: SRB Srđan Jovanović |

| 24 de setembro de 2022 | Espanha        | 1 – 2     | Suíça                   | Estádio de La Romareda, Saragoça            |
| 20:45                  | Jordi Alba 55' | Relatório | Akanji 21' · Embolo 59' | Público: 31 809 Árbitro: FRA Clément Turpin |

| 27 de setembro de 2022 | Portugal | 0 – 1     | Espanha    | Estádio Municipal, Braga                    |
| 20:45 19:45 (UTC+1)    |          | Relatório | Morata 88' | Público: 28 196 Árbitro: ITA Daniele Orsato |

| 27 de setembro de 2022 | Suíça                    | 2 – 1     | Tchéquia   | Kybunpark, São Galo                       |
| 20:45                  | Freuler 29' · Embolo 30' | Relatório | Schick 45' | Público: 13 353 Árbitro: BIH Irfan Peljto |

### Grupo 3
| Pos | Equipe     | Pts | J | V | E | D | GP | GC | SG | Classificação ou descenso |     | Itália | Hungria | Alemanha | Inglaterra |
| --- | ---------- | --- | - | - | - | - | -- | -- | -- | ------------------------- | --- | ------ | ------- | -------- | ---------- |
| 1   | Itália     | 11  | 6 | 3 | 2 | 1 | 8  | 7  | +1 | Classificado à fase final |     | —      | 2–1     | 1–1      | 1–0        |
| 2   | Hungria    | 10  | 6 | 3 | 1 | 2 | 8  | 5  | +3 |                           |     | 0–2    | —       | 1–1      | 1–0        |
| 3   | Alemanha   | 7   | 6 | 1 | 4 | 1 | 11 | 9  | +2 |                           | 5–2 | 0–1    | —       | 1–1      |            |
| 4   | Inglaterra | 3   | 6 | 0 | 3 | 3 | 4  | 10 | −6 | Rebaixado à Liga B        |     | 0–0    | 0–4     | 3–3      | —          |

| 4 de junho de 2022 | Hungria              | 1 – 0     | Inglaterra | Puskás Aréna, Budapeste                        |
| 18:00              | Szoboszlai 66' (pen) | Relatório |            | Público: 26 935 Árbitro: POR Artur Soares Dias |

| 4 de junho de 2022 | Itália         | 1 – 1     | Alemanha    | Estádio Renato Dall'Ara, Bolonha             |
| 20:45              | Pellegrini 70' | Relatório | Kimmich 73' | Público: 23 754 Árbitro: SRB Srđan Jovanović |

| 7 de junho de 2022 | Itália                       | 2 – 1     | Hungria            | Stadio Dino Manuzzi, Cesena                 |
| 20:45              | Barella 30' · Pellegrini 45' | Relatório | Mancini 61' (g.c.) | Público: 14 942 Árbitro: SUI Sandro Schärer |

| 7 de junho de 2022 | Alemanha       | 1 – 1     | Inglaterra      | Allianz Arena, Munique                               |
| 20:45              | J. Hofmann 50' | Relatório | Kane 88' (pen.) | Público: 66 289 Árbitro: ESP Carlos del Cerro Grande |

| 11 de junho de 2022 | Hungria    | 1 – 1     | Alemanha      | Puskás Aréna, Budapeste                         |
| 20:45               | Z. Nagy 6' | Relatório | J. Hofmann 9' | Público: 55 948 Árbitro: ESP José María Sánchez |

| 11 de junho de 2022 | Inglaterra | 0 – 0     | Itália | Molineux Stadium, Wolverhampton              |
| 20:45 19:45 (UTC+1) |            | Relatório |        | Público: 1 782 Árbitro: POL Szymon Marciniak |

| 14 de junho de 2022 | Alemanha                                                          | 5 – 2     | Itália                     | Borussia-Park, Mönchengladbach             |
| 20:45               | Kimmich 10' · Gündoğan 45+4' (pen) · Müller 51' · Werner 68', 69' | Relatório | Gnonto 78' · Bastoni 90+4' | Público: 44 144 Árbitro: ROU István Kovács |

| 14 de junho de 2022 | Inglaterra | 0 – 4     | Hungria                                    | Molineux Stadium, Wolverhampton             |
| 20:45 19:45 (UTC+1) |            | Relatório | Sallai 16', 70' · Z. Nagy 80' · Gazdag 89' | Público: 28 839 Árbitro: FRA Clément Turpin |

| 23 de setembro de 2022 | Itália        | 1 – 0     | Inglaterra | San Siro, Milão                                |
| 20:45                  | Raspadori 68' | Relatório |            | Público: 50 640 Árbitro: ESP Jesús Gil Manzano |

| 23 de setembro de 2022 | Alemanha | 0 – 1     | Hungria        | Red Bull Arena, Leipzig                    |
| 20:45                  |          | Relatório | Ad. Szalai 17' | Público: 39 513 Árbitro: SVN Slavko Vinčić |

| 26 de setembro de 2022 | Hungria | 0 – 2     | Itália                      | Puskás Aréna, Budapeste                     |
| 20:45                  |         | Relatório | Raspadori 27' · Dimarco 52' | Público: 57 300 Árbitro: FRA Benoît Bastien |

| 26 de setembro de 2022 | Inglaterra                            | 3 – 3     | Alemanha                              | Estádio de Wembley, Londres                 |
| 20:45 19:45 (UTC+1)    | Shaw 72' · Mount 75' · Kane 83' (pen) | Relatório | Gündoğan 52' (pen) · Havertz 67', 87' | Público: 78 949 Árbitro: NED Danny Makkelie |

### Grupo 4
| Pos | Equipe        | Pts | J | V | E | D | GP | GC | SG | Classificação ou descenso |     | Países Baixos | Bélgica | Polónia | País de Gales |
| --- | ------------- | --- | - | - | - | - | -- | -- | -- | ------------------------- | --- | ------------- | ------- | ------- | ------------- |
| 1   | Países Baixos | 16  | 6 | 5 | 1 | 0 | 14 | 6  | +8 | Classificado à fase final |     | —             | 1–0     | 2–2     | 3–2           |
| 2   | Bélgica       | 10  | 6 | 3 | 1 | 2 | 11 | 8  | +3 |                           |     | 1–4           | —       | 6–1     | 2–1           |
| 3   | Polónia       | 7   | 6 | 2 | 1 | 3 | 6  | 12 | −6 |                           | 0–2 | 0–1           | —       | 2–1     |               |
| 4   | País de Gales | 1   | 6 | 0 | 1 | 5 | 6  | 11 | −5 | Rebaixado à Liga B        |     | 1–2           | 1–1     | 0–1     | —             |

| 1 de junho de 2022 | Polónia                      | 2 – 1     | País de Gales   | Estádio Municipal, Breslávia                |
| 18:00              | Kamiński 72' · Świderski 85' | Relatório | J. Williams 52' | Público: 35 214 Árbitro: SVN Rade Obrenovič |

| 3 de junho de 2022 | Bélgica         | 1 – 4     | Países Baixos                                | Estádio Rei Balduíno, Bruxelas                                     |
| 20:45              | Batshuayi 90+3' | Relatório | Bergwijn 40' · Depay 51', 65' · Dumfries 61' | Público: 38 327[carece de fontes?] Árbitro: ESP José María Sánchez |

| 8 de junho de 2022  | País de Gales           | 1 – 2     | Países Baixos                    | Cardiff City Stadium, Cardiff             |
| 20:45 19:45 (UTC+1) | Norrington-Davies 90+2' | Relatório | Koopmeiners 50' · Weghorst 90+4' | Público: 23 395 Árbitro: SWE Glenn Nyberg |

| 8 de junho de 2022 | Bélgica                                                                        | 6 – 1     | Polónia         | Estádio Rei Balduíno, Bruxelas             |
| 20:45              | Witsel 42' · De Bruyne 59' · Trossard 73', 80' · Dendoncker 83' · Openda 90+3' | Relatório | Lewandowski 28' | Público: 27 409 Árbitro: SVK Ivan Kružliak |

| 11 de junho de 2022 | País de Gales | 1 – 1     | Bélgica       | Cardiff City Stadium, Cardiff               |
| 20:45 19:45 (UTC+1) | Johnson 86'   | Relatório | Tielemans 51' | Público: 27 188 Árbitro: FRA Benoît Bastien |

| 11 de junho de 2022 | Países Baixos               | 2 – 2     | Polónia                  | Estádio De Kuip, Roterdão                     |
| 20:45               | Klaassen 51' · Dumfries 54' | Relatório | Cash 18' · Zieliński 49' | Público: 39 382 Árbitro: TUR Halil Umut Meler |

| 14 de junho de 2022 | Polónia | 0 – 1     | Bélgica       | Estádio Nacional, Varsóvia                |
| 20:45               |         | Relatório | Batshuayi 16' | Público: 56 803 Árbitro: BIH Irfan Peljto |

| 14 de junho de 2022 | Países Baixos                      | 3 – 2     | País de Gales                  | Estádio De Kuip, Roterdão                   |
| 20:45               | Lang 17' · Gakpo 23' · Depay 90+3' | Relatório | Johnson 26' · Bale 90+2' (pen) | Público: 37 247 Árbitro: ROU Horatiu Fesnic |

| 22 de setembro de 2022 | Polónia | 0 – 2     | Países Baixos            | Estádio Nacional, Varsóvia                                 |
| 20:45                  |         | Relatório | Gakpo 14' · Bergwijn 60' | Público: 56 673 Árbitro: ESP Alejandro Hernández Hernández |

| 22 de setembro de 2022 | Bélgica                       | 2 – 1     | País de Gales | Estádio Rei Balduíno, Bruxelas             |
| 20:45                  | De Bruyne 10' · Batshuayi 37' | Relatório | Moore 50'     | Público: 28 463 Árbitro: TUR Ali Palabıyık |

| 25 de setembro de 2022 | País de Gales | 0 – 1     | Polónia       | Cardiff City Stadium, Cardiff                 |
| 20:45 19:45 (UTC+1)    |               | Relatório | Świderski 58' | Público: 31 520 Árbitro: LVA Andris Treimanis |

| 25 de setembro de 2022 | Países Baixos | 1 – 0     | Bélgica | Johan Cruijff Arena, Amesterdão             |
| 20:45                  | van Dijk 73'  | Relatório |         | Público: 52 314 Árbitro: ENG Anthony Taylor |

## Fase final
O país sede da fase final das Liga das Nações foi definido entre os quatro classificados. As quatro associações do Grupo 4 (Bélgica, Países Baixos, Polônia e País de Gales) declaram interesse em sediar a fase final da competição. Os Países Baixos foi escolhido como sede da fase final. As partidas desta fase foram definidas por sorteio realizado em 25 de janeiro de 2023.
|  | Semifinais    | Semifinais |                |       | Final | Final |
|  |               |            |                |       |       |       |
|  | 14 de junho   |            |                |       |       |       |
|  |               |            |                |       |       |       |
|  | Países Baixos | 2          |                |       |       |       |
|  | Países Baixos | 2          | 18 de junho    |       |       |       |
|  | Croácia (Pro) | 4          |                |       |       |       |
|  | Croácia (Pro) | 4          | Croácia        | 0 (4) |       |       |
|  | 15 de junho   |            | Croácia        | 0 (4) |       |       |
|  |               | Espanha    | 0 (5)          |       |       |       |
|  | Espanha       | Espanha    | 0 (5)          | 2     |       |       |
|  | Espanha       |            |                | 2     |       |       |
|  | Itália        | 1          |                |       |       |       |
|  | Itália        | 1          | Terceiro lugar |       |       |       |
|  |               |            |                |       |       |       |
|  | 18 de junho   |            |                |       |       |       |
|  |               |            |                |       |       |       |
|  | Países Baixos | 2          |                |       |       |       |
|  | Países Baixos | 2          |                |       |       |       |
|  | Itália        | 3          |                |       |       |       |

### Semifinais
| 14 de junho de 2023 | Países Baixos          | 2 – 4 (pro) | Croácia                                                             | Estádio De Kuip, Roterdão                  |
| 20:45               | Malen 34' · Lang 90+6' | Relatório   | Kramarić 55' (pen) · Pašalić 72' · Petković 99' · Modrić 116' (pen) | Público: 39 359 Árbitro: ROU István Kovács |

| 15 de junho de 2023 | Espanha              | 2 – 1     | Itália             | De Grolsch Veste, Enschede                 |
| 20:45               | Pino 3' · Joselu 88' | Relatório | Immobile 11' (pen) | Público: 24 558 Árbitro: SVN Slavko Vinčić |

### Disputa pelo terceiro lugar
| 18 de junho de 2023 | Países Baixos                | 2 – 3     | Itália                                 | De Grolsch Veste, Enschede                |
| 15:00               | Bergwijn 68' · Wijnaldum 90' | Relatório | Dimarco 6' · Frattesi 20' · Chiesa 72' | Público: 21 292 Árbitro: SWE Glenn Nyberg |

### Final
| 18 de junho de 2023 | Croácia | 0 – 0 (pro) | Espanha | Estádio De Kuip, Roterdão                 |
| 20:45               |         | Relatório   |         | Público: 41 110 Árbitro: GER Felix Zwayer |

|                                               |       | Penalidades                                  |  |
| Vlašić Brozović Modrić Majer Perišić Petković | 4 – 5 | Joselu Rodri Merino Asensio Laporte Carvajal |  |

## Classificação geral
As 16 equipes da Liga A serão classificadas entre 1º à 16º na Liga das Nações da UEFA de 2022–23 de acordo com as seguintes regras:
| Pos | Grp | Equipe        | Pts | J | V | E | D | GP | GC | SG |
| --- | --- | ------------- | --- | - | - | - | - | -- | -- | -- |
| TBD | 4   | Países Baixos | 16  | 6 | 5 | 1 | 0 | 14 | 6  | +8 |
| TBD | 1   | Croácia       | 13  | 6 | 4 | 1 | 1 | 8  | 6  | +2 |
| TBD | 2   | Espanha       | 11  | 6 | 3 | 2 | 1 | 8  | 5  | +3 |
| TBD | 3   | Itália        | 11  | 6 | 3 | 2 | 1 | 8  | 7  | +1 |
|     |     |               |     |   |   |   |   |    |    |    |
| 5   | 1   | Dinamarca     | 12  | 6 | 4 | 0 | 2 | 9  | 5  | +4 |
| 6   | 2   | Portugal      | 10  | 6 | 3 | 1 | 2 | 11 | 3  | +8 |
| 7   | 4   | Bélgica       | 10  | 6 | 3 | 1 | 2 | 11 | 8  | +3 |
| 8   | 3   | Hungria       | 10  | 6 | 3 | 1 | 2 | 8  | 5  | +3 |
|     |     |               |     |   |   |   |   |    |    |    |
| 9   | 2   | Suíça         | 9   | 6 | 3 | 0 | 3 | 6  | 9  | −3 |
| 10  | 3   | Alemanha      | 7   | 6 | 1 | 4 | 1 | 11 | 9  | +2 |
| 11  | 4   | Polónia       | 7   | 6 | 2 | 1 | 3 | 6  | 12 | −6 |
| 12  | 1   | França        | 5   | 6 | 1 | 2 | 3 | 5  | 7  | −2 |
|     |     |               |     |   |   |   |   |    |    |    |
| 13  | 1   | Áustria       | 4   | 6 | 1 | 1 | 4 | 6  | 10 | −4 |
| 14  | 2   | Tchéquia      | 4   | 6 | 1 | 1 | 4 | 5  | 13 | −8 |
| 15  | 3   | Inglaterra    | 3   | 6 | 0 | 3 | 3 | 4  | 10 | −6 |
| 16  | 4   | País de Gales | 1   | 6 | 0 | 1 | 5 | 6  | 11 | −5 |